# Mark Williams (jugador de snooker)
Mark James Williams, más conocido como Mark Williams, MBE (Cwm; 21 de marzo de 1975), es un jugador profesional de snooker galés, ganador de veintiséis títulos de ranking, entre ellos tres campeonatos del mundo.
Se convirtió en profesional 1992 y, desde entonces, ha ocupado la primera posición del ranking en varias ocasiones, habiéndose impuesto en veintidós torneos. Ha ganado el Campeonato Mundial en tres ocasiones: 2000, 2003 y 2018. Ha alcanzado el 147 dos veces a lo largo de su carrera.